# Pepjin Aardewijn
Pepijn Aardewijn (Amesterdão, 15 de junho de 1970) é um ex-remador da Holanda, que defendeu o seu país de origem em duas edições consecutivas dos Jogos Olímpicos de Verão, desde 1996 a 2000. Ele ganhou a medalha de prata na prova de double scull masculino nos Jogos Olímpicos de Verão de 1996 na Atlanta, Geórgia, com seu parceiro Maarten van der Linden.
Ele é casado e tem um filho com a campeã olímpica Kirsten van der Kolk.